# سیکلید کوتوله مک مستر
سیچلاید کوتوله مک مستر با نام علمی Apistogramma macmasteri، یک سیکلید کوتوله از تبار ژئوفاگینی، یکی از تبارهای سیچلینه از زیرخانواده سیکلیدهای آمریکایی  است.  مک مستر یک ماهی آب شیرین است که در رودخانه متا زندگی می کند. سیستم رودخانه متا بخشی از حوضه رود اورینوکو در کلمبیا است. آنها در مناطقی با کف شنی نرم و تعداد زیادی ریشه و شاخه های مرده در آب، زندگی می کنند.  وجود گیاهان در مناطقی که این سیچلاید در آنها یافت می شود تا حدودی غیر معمول است.
آنها تا ۷ سانتیمتر (۲٫۸ اینچ) رشد میکنند . 
پرورش دهندگان ماهی به طور انتخابی گونه هایی با رنگ های روشن تر از آن هایی که در طبیعت یافت می شوند، پرورش داده اند. ممکن است برخی از اینها با سایر گونه ها آمیخته شده باشند. 

## پرورش
ماهی ماده تخم های خود را در سقف یک حفره یا زیر برگ قرار می دهد.  او به تنهایی از تخم مرغ ها تا زمان تفریخ مراقبت می کند،  و در این مدت نر از قلمرو لانه و تخم ها محافظت می کند.